# Дикеев Алхан
Дикеев Алхан (? — середина XVII столетия — ?) — предводитель тейпа Варандой, «владетель» местности, согласно русским документам.

Во второй половине XVII века Дикеев становится влиятельной фигурой не только в границах Аргунского ущелья, но и в русско-грузинских взаимоотношениях.
Через территорию аргунских обществ «прямою дорогою через горы, на Шибутцкую землю…» [предположительно, область Шатойской котловины] стали следовать русские и грузинские гонцы, а один из аргунских «владельцев» невысокого ранга — Алхан Дикеев, имел непосредственные отношения с царем Теймуразом, бывал при его дворе, выполнял его дипломатические поручения.

## Исторический контекст
В 40-х годах XVII века жители Дикеевой деревни в чеченской Шибутской землице были «ясашными людьми» кабардинского мурзы Татархана Арасланова, служившего в Терском городе.
Очень тяжелой была зависимость служилых окочан Терского города от выехавших из Кабарды в эту русскую крепость кабардинских князей Сунчалеевичей Черкасских. Высокое положение Черкасских было в значительной степени создано пожалованиями русских царей. В 1614 году царь Михаил Федорович удовлетворил челобитную князя Сунчалея Янглычевича Черкасского и пожаловал его князем над окочанами и рядовыми кабардинцами Окоцкой и Черкасской слобод Терского города. Он получил право их «судить, и в ратном строенье и во всяких делах ведать… и на свою государеву службу с ними… ходить, и в поход их с государевыми людьми… посылать». Такими же правами пользовались потомки Сунчалея в течение всего XVII и начала XVIII веков. Окочане оказались в тяжелой феодальной зависимости от Черкасских. В челобитной 1616 года они писали, что князь Сунчалей обращает их в своих холопов, заставляет выполнять барщину — пахать и косить сено, «великую… тесноту и изгону чинит», сажает без вины в тюрьму, велит бить кнутом.
Царское правительство не вняло этой челобитной.

## След в истории
В 1647 году Дикеев, вместе с представителями нескольких шатойских селений (Варанды, Тумсой, Вашандорой, Ошни и др.), принял деятельное участие в принесении жителями данных селений присяги на верность русскому царю и вступлении в русское подданство. У чеченского исследователя Я.Ахмадова имеется следующее описание данного исторического события:
К оформлению политических связей с великими державами в середине второй половины XVII в. стремились различные «вольные» союзы обществ «землиц» Чечни. Одна из таких, Мичкизская «землица», занимавшая восточную часть Чечни и насчитывавшая 36 аулов способных выставить три тысячи вооруженных людей, согласилась на предложения терских воевод и через своих «выборных» людей в 1647 г. принесла так называемую «присягу подданства».